# Đàn Xã Tắc (Huế)
Đàn Xã Tắc là một công trình thuộc quần thể di tích cố đô Huế, đây là nơi tế thần đất và thần lúa của triều Nguyễn ở kinh đô Huế.

## Lịch sử
Đàn Xã Tắc được xây dưới thời vua Gia Long vào tháng 4 năm 1806  để tế cúng thần đất (xã) và thần ngũ cốc (tắc). Lúc xây đàn, triều đình nhà Nguyễn đã huy động tất cả dinh trấn trong cả nước cống nạp đất sạch để đắp.
Trước đây, đàn được tổ chức tế lễ mỗi năm hai lần, vào mùa xuân và mùa thu, và lễ tế đàn Xã tắc được xếp vào hàng "đại tự", cách ba năm (vào các năm Tý, Ngọ, Mão, Dậu) đích thân nhà vua đến làm lễ.
Ví trí Đàn Xã Tắc nằm tại phường Thuận Hòa, thành nội Huế, trong ô phố giới hạn bởi 4 mặt: mặt Bắc - đường: Ngô Thời Nhiệm, mặt Nam - đường Trần Nguyên Hãn, mặt Đông - đường Trần Nguyên Đán, mặt Tây - đường Nguyễn Cư Trinh. Theo sách Đại Nam thực lục của Quốc sử quán triều Nguyễn, đàn Xã Tắc được xây dựng dưới thời Gia Long tháng 4-1806 để tế cúng thần đất và thần ngũ cốc. Triều đình huy động tất cả dinh trấn trong cả nước đều phải cống đất sạch để đắp đàn.
Sau khi đàn Xã Tắc được xây dựng xong, triều đình nhà Nguyễn rất chú trọng việc cúng tế ở đàn này. Ý nghĩa của việc tế lễ đàn Xã Tắc cũng quan trọng không kém việc tế ở đàn Nam Giao và cùng được xếp ở bậc đại tự (trong ba bậc đại tự, trung tự và quần tự). Theo quy định của triều Nguyễn, vào các năm Tý, Ngọ, Mão, Dậu, vua "ngự giá" làm lễ tế đàn Xã Tắc, những năm còn lại các ban đại thần thay nhau thực hiện công việc này. Từ thời Minh Mạng trở đi, triều đình tổ chức cúng tế đàn Xã Tắc mỗi năm hai lần vào tháng 2 và tháng 8 âm lịch. Cả 13 đời vua Nguyễn nói chung đều thân hành đến làm chủ lễ ở đàn Xã Tắc.
Như vậy xét về mặt kiến trúc, Đàn Xã Tắc và Đàn Nam Giao có cùng kiến trúc nhưng xét về chức năng, nhiệm vụ, chúng khác nhau hoàn toàn. Đàn Xã Tắc và Đàn Nam Giao nắm giữ một nhiệm vụ hết sức quan trọng trong triều đình nhà Nguyễn - là cầu nối giữa vua, quan với thánh thần, giữa dân chúng với vua của mình.

### Mô tả
- Tổng quát

Đàn Xã Tắc đã được đắp dựng với quy mô tương đối lớn. Đàn gồm hai tầng, đều hình vuông, tầng trên cao 1,6m, mỗi cạnh dài gần 30m, mặt nền tô năm màu theo ngũ phương (chính giữa màu vàng, nam màu đỏ, bắc màu đen, tây màu trắng, đông màu xanh). Tầng dưới cao 1,23m, mỗi cạnh dài 73m. Cả hai tầng đều có xây lan can gạch, cao hơn 90 cm; lan can tầng trên tô màu vàng, tầng dưới tô màu đỏ. Xung quanh đàn có tường thấp bao quanh. Mở cửa ở ba mặt: bắc, tây và đông. Trước đàn có đào hồ vuông làm minh đường.
- Chi tiết

Tầng đàn chính, làm bằng gạch vồ dày 0,8m, hình vuông mỗi cạnh dài 30m, giữa bốn cạnh là bốn bậc cấp đi lên. Kết cấu của hệ thống gia cố móng bó tầng một được xác định gồm khoảng 12 lớp đất sét, vôi, cát và gạch ngói vỡ nén chặt.
Nền tầng một được cấu tạo bằng nhiều lớp đất khác nhau được đầm một cách rất công phu, mỗi lớp dày khoảng 15 cm, phần đất sạch này là phần đất trên nhiều miền của Tổ quốc đóng góp về đây để lập nên đàn.
Tầng hai cũng hình vuông mỗi cạnh dài 74m, phần bó tạo bởi lớp đá gan gà chồng lên nhau dày 1,7-1,8m. Nền tầng hai gồm sáu tầng đất khác loại nằm chồng lên nhau theo chiều ngang. Cùng với bia "Thái xã chi thần" đang tồn tại, một chân bia đá thanh lớn cũng được phát hiện kèm theo rất nhiều hiện vật là chân tảng đá thanh và đá gan gà dùng để cắm tàn, lọng, cờ... nằm rải rác trong khu vực...

### Tình trạng
Sau năm 1945, đàn Xã Tắc không còn được sử dụng đúng như chức năng vốn có. Đến những năm 1970-1974, toàn bộ phần đất khu vực đền chính và khu vực la thành được giao cho quân lực Việt Nam Cộng hòa nắm giữ và được trưng dụng làm nhà ở, số người sinh sống ở khu vực này lúc bấy giờ có khi lên đến 500 người.
Từ sau năm 1975, đàn trở thành phế tích chỉ là một gò đất có dạng hình thoi, cao khoảng 1,5m, dài 80m, rộng 22m, nằm ở vị trí trung tâm của con đường nối từ bờ tây của hồ Xã Tắc đến bình phong hậu, có tên là đường Xã Tắc. Mọi dấu vết kiến trúc của khu vực đàn tế cũng như các lan can và tường thành bảo vệ hầu hết đã không còn, chỉ còn sót lại một số thành tố kiến trúc quan trọng như bình phong hậu, hồ nước, bia "Thái Xã Chi Thần", nền móng đàn... vẫn còn tồn tại.

### Trùng tu
Năm 2007, Bộ Văn Hóa Thể thao và Du lịch và UBND tỉnh Thừa Thiên-Huế đã trùng tu Đàn Xã Tắc và khôi phục lễ tế Xã Tắc để phục vụ các kỳ Festival Huế.

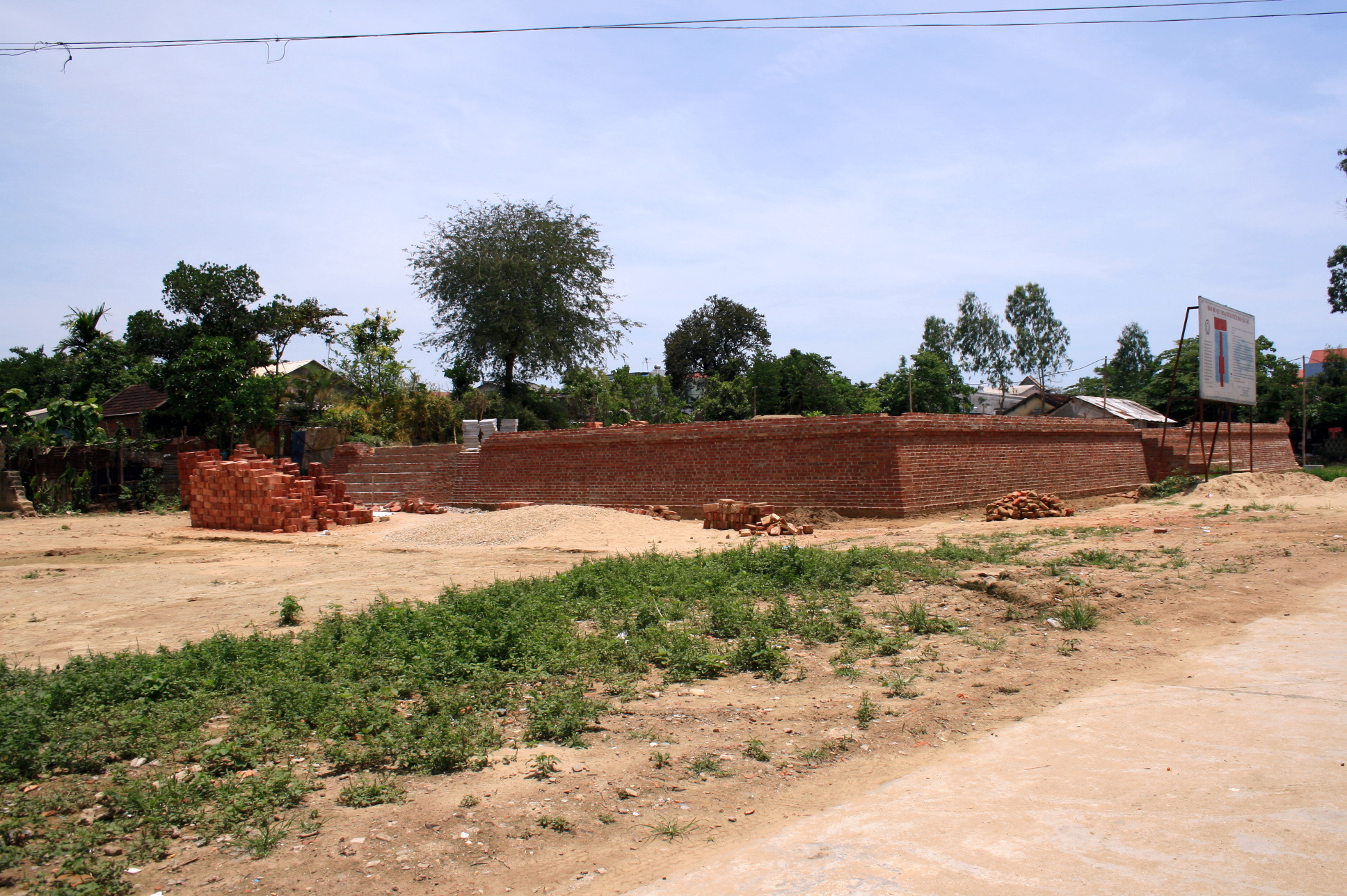
Phục chế Đàn Xã Tắc - Huế

## Đàn Xã Tắc trong ca dao
| “        | Văn thánh trồng thông, Võ thánh trồng bàng, Ngó vô Xã tắc hai hàng mù u. | ” |
| — Ca dao |                                                                          |   |